# Spitzschwanzibis
Der Spitzschwanzibis oder Langschwanzibis (Cercibis oxycerca) ist der einzige Vertreter der Gattung Cercibis  aus der Familie der Ibisse und Löffler und lebt im nördlichen Teil von Südamerika.

## Aussehen
Der Spitzschwanzibis hat eine Größe von 76 bis 86 cm. Von den anderen schwarzen Ibissen Südamerikas unterscheidet er sich besonders durch den auffallend langen Schwanz, der deutlich über die Flügelenden hinausragt. Der Schnabel ist orange, ein federloses Gesichtsfeld rund um das Auge rot, die Kehle orange. Die Füße sind rötlich.

## Verbreitung
Der Spitzschwanzibis lebt im Amazonasbecken Brasiliens, im nordwestlichen Mato Grosso, im östlichen Kolumbien, in Venezuela, Suriname und Guayana. Er bevorzugt offenes Grasland in Gewässernähe, auch sumpfiges Gelände und Reisfelder.
Die IUCN nimmt eine globale Population von 10.000 bis 25.000 Individuen an und stuft die Art als nicht gefährdet ein.

## Nahrung
Über die Ernährung ist nur wenig bekannt, aber wahrscheinlich besteht sie wie bei anderen Ibissen überwiegend aus Insekten und Weichtieren.